# Saint-Parres-aux-Tertres
Saint-Parres-aux-Tertres település Franciaországban, Aube megyében. Lakosainak száma 3214 fő (2022. január 1.). Saint-Parres-aux-Tertres Creney-près-Troyes, Pont-Sainte-Marie, Rouilly-Saint-Loup, Ruvigny, Saint-Julien-les-Villas, Thennelières, Troyes és Villechétif községekkel határos.

## Népesség
A település népessége az elmúlt években az alábbi módon változott:
| Lakosok száma | 1808 | 2402 | 2411 | 2797 | 3068 | 3106 | 3126 | 3167 | 3179 | 3214 |
|               | 1968 | 1982 | 1990 | 2006 | 2013 | 2015 | 2017 | 2019 | 2020 | 2022 |